# (35415) 1998 AD3
1998 AD3 (asteroide 35415) é um asteroide da cintura principal. Possui uma excentricidade de 0.10822280 e uma inclinação de 2.12296º.
Este asteroide foi descoberto no dia 3 de janeiro de 1998 por Beijing Schmidt CCD Asteroid Program em Xinglong.